# Deaf People Association
Il Deaf People Association (DPA; in lingua maltese Għaqda Persuni Neqsin mis-Smigħ) venne fondato nel 1973 a La Valletta, nella Repubblica di Malta per volontà di un gruppo di Sordi maltesi.

## Elenco dei Presidenti
Fonte: Dal sito Archiviato il 19 giugno 2016 in Internet Archive.
- Chris Ripard (1997-1999)
- Karl Borg (1999-2001; 2001-2003)
- Natalino Psaila (2003-2005)
- Dorianne Callus (2005-2007)
- George Vella (2007-2009; 2009-2010)
- Matthew Pace (2010-2012)
- Steven Mulvaney (2012-2014; 2014-in carica)